# Flughafen Valencia

i8
i11
i13
Der Flughafen Valencia (Valencianisch Aeroport de València, Spanisch Aeropuerto de Valencia, auch Aeroport de Manises bzw. Aeropuerto de Manises, IATA-Code: VLC, ICAO-Code: LEVC) ist der internationale Verkehrsflughafen der spanischen Großstadt Valencia, der Hauptstadt der gleichnamigen autonomen Gemeinschaft und der gleichnamigen Provinz.

## Geschichte
Der heutige Flughafen wurde 1933 eröffnet und der erste Linienflug nach Madrid fand 1934 statt. Er war vor dem Spanischen Bürgerkrieg Heimat des „Aero Club de Valencia“ und diente der Regierung der Spanischen Republik nach dem Ausbruch des Bürgerkrieges im Sommer 1936 als Haupteinsatzbasis ihrer Luftstreitkräfte in der Levante, die unter anderem an der Teruelfront zum Einsatz kamen. Bei Kriegsende lagen hier Flugzeuge vom Typ Polikarpow I-15.
Am 27. Juli 1939 wurde der Passagierluftverkehr wieder aufgenommen. Die Base Aérea de Manises der Luftstreitkräfte wurde 1944 gegründet und 1946 entstand die erste befestigte Start- und Landebahn, zwei weitere folgten zum Ende der 1940er Jahre.
Die Militärbasis wurde ab 1955 erster Heimatstützpunkt spanischer F-86 (C.5) Jagdflugzeuge, die das 11. Geschwader (Ala 11) bildeten und die ursprüngliche Start- und Landebahn wurde Ende der 1950 ausgebaut.
Ala 11 rüstete zwischen 1970 und 1972 auf die Mirage III E (C.11) um, und 1983 wurde ein neues ziviles Terminal eingeweiht. Die Mirage III sollten zwei Jahrzehnte später zunächst modernisiert werden. Dieses Programm wurde jedoch zugunsten der Beschaffung weiterer, diesmal gebrauchter, Mirage F1 (C.14), die 1992 von Katar übernommen wurden, eingestellt. Fünf Jahre später fällte die spanische Regierung die Entscheidung, die Basis Manises als Kampfflugzeugbasis der Luftstreitkräfte aufzugeben, und Manises wurde im Sommer 1999 geschlossen, wobei der Name des Ala 11 an das Geschwader in Morón überging und die Luftfahrzeuge auf die Basis Los Llanos verlegt wurden. Die militärische bzw. paramilitärische Nutzung dauert jedoch nach wie vor an.
Im Zusammenhang mit dem America’s Cup 2007 wurde der Flughafen erneut modernisiert und erweitert, unter anderem erhielt er ein neues Abfertigungsgebäude.

## Lage und Verkehrsanbindung
Der Flughafen liegt in der Stadt Manises, rund acht Kilometer westlich des Stadtzentrums von Valencia an der Autovia del Este (Autovia de Valencia) A-3. Er ist aus Norden und Süden über die Autovia del Mediterráneo A-7 bzw. Autopista del Mediterráneo AP-7 (mautpflichtig) zu erreichen. Die Metrolinien 3 und 5 verbinden den Flughafen in kurzer Taktfolge mit der Stadt.

## (Para-)Militärische Nutzung
Manises wird heute lediglich noch von der Guardia Civil und der Küstenwache Sociedad de Salvamento y Seguridad Marítima (SASEMAR) genutzt.
- Unidad Aérea de Valencia der Guardia Civil, ausgerüstet mit verschiedenen Helikoptertypen von Airbus.
- Centro de Coordinación de Salvamento (CCS Valencia) der SASEMAR, ausgerüstet mit CN235-300-Patrouillenflugzeugen und AW139-Hubschraubern

## Flughafenanlagen

### Start- und Landebahn
Der Flughafen Valencia verfügt über eine Start- und Landebahn. Diese trägt die Kennung 12/30, ist 3.215 Meter lang, 45 Meter breit und hat einen Belag aus Asphalt.

### Passagierterminal
Das Passagierterminal des Flughafens hat eine Kapazität von 10,5 Millionen Passagieren pro Jahr. Es ist mit 22 Flugsteigen und sechs Fluggastbrücken ausgestattet.

## Fluggesellschaften und Ziele
Der Flughafen Valencia wird von 34 Fluggesellschaften mit 95 Zielen verbunden. Er wird sowohl von Linienfluggesellschaften angeflogen, wie z. B. Air Nostrum, Air France, Swiss und Lufthansa als auch Eurowings, als auch von Billigfliegern wie Ryanair genutzt, die den Flughafen als Basis nutzt. Derzeit (2025) können 61 Ziele allein mit Ryanair erreicht werden, darunter die deutschen Flughäfen Berlin, Hahn, Karlsruhe/Baden-Baden, Köln/Bonn, Memmingen und Nürnberg.

## Verkehrszahlen
| Jahr  | Fluggastaufkommen | Luftfracht (Tonnen) | Flugbewegungen |
| ----- | ----------------- | ------------------- | -------------- |
| 2024* | 10.811.672        | 12.893              | 87.497         |
| 2023  | 9.948.281         | 13.676              | 82.237         |
| 2022  | 8.114.821         | 13.789              | 73.501         |
| 2021  | 4.078.485         | 12.723              | 49.631         |
| 2020  | 2.487.495         | 11.864              | 35.901         |
| 2019  | 8.539.579         | 14.516              | 77.702         |
| 2018  | 7.769.804         | 14.500              | 75.837         |
| 2017  | 6.745.231         | 13.126              | 68.042         |
| 2016  | 5.798.853         | 12.581              | 62.804         |
| 2015  | 5.055.127         | 13.540              | 59.007         |
| 2014  | 4.597.095         | 12.640              | 56.438         |
| 2013  | 4.618.072         | 11.679              | 57.161         |
| 2012  | 4.752.020         | 11.126              | 59.828         |
| 2011  | 4.979.511         | 10.509              | 70.397         |
| 2010  | 4.934.268         | 11.428              | 77.806         |
| 2009  | 4.748.997         | 9.792               | 81.126         |
| 2008  | 5.779.343         | 13.326              | 96.795         |
| 2007  | 5.933.424         | 13.335              | 96.616         |
| 2006  | 4.969.120         | 13.068              | 87.920         |
| 2005  | 4.639.314         | 12.218              | 87.045         |
| 2004  | 3.111.951         | 12.169              | 72.679         |
| 2003  | 2.432.126         | 11.770              | 65.548         |
| 2002  | 2.138.926         | 11.835              | 67.213         |
| 2001  | 2.301.191         | 11.078              | 69.597         |
| 2000  | 2.261.943         | 10.906              | 64.075         |

* 2024: Vorläufige Daten

## Zwischenfälle
- Am 19. April 1962 wurde eine Bristol 170 Freighter Mk.31E der spanischen Aviaco (Luftfahrzeugkennzeichen EC-AHJ) auf dem Flughafen Valencia aus momentan nicht vorliegenden Gründen irreparabel beschädigt. Personen kamen nicht zu Schaden.[9][10]

- Am 19. Januar 1977 wurde ein Transportflugzeug des Typs CASA C-207 Azor der Spanischen Luftstreitkräfte (Luftfahrzeugkennzeichen T.7-15) in der Nähe von Chiva (Valencia) beim Anflug auf den Flughafen Valencia in eine Bergflanke geflogen. Durch diesen CFIT (Controlled flight into terrain) wurden alle 11 Insassen getötet, 5 Besatzungsmitglieder und 6 Passagiere.[11]